# Mount Kenya Nationalpark
Mount Kenya Nationalpark blev etableret i 1949 og beskytter områderne omkring Mount Kenya, Afrikas næsthøjeste bjerg (5.199 moh).

## Verdensarv og biosfæreområde
Parken har været verdensarvsområde under UNESCO siden 1997. Verdensarvsområdet blev udvidet i 2013.
Ud over nationalparkens 715 km² består verdensarvsområdet af en stor andel af Mount Kenya Forest Reserve; i alt 1.110 km² af 1420 km². Dette omfatter al urørt naturskov i reservatet.
Til sammen omfatter de to områder landskabet fra 2.000/2.500 moh. og højere.
Siden 1978 har området også været et biosfærereservat under UNESCO.

## Fire grunde til at oprette parken
Parken blev etableret af fire forskellige grunde: for at stimulere til øget turisme, for at beskytte et smukt landskab, for at beskytte og bevare den biologiske mangfoldighed i området og for at beskytte tilløb og afvandingsområde for floderne, som udgør vandreservoir for 7 millioner mennesker.

## Bjerget
Bjerget er af vulkansk oprindelse med en hovedtop og fire andre toppe, skilt af u-formede smeltevandsdale. I alt er der 12 isbræer i bjergene. Ved siden af at være et af de mest stotslåede landskaber i Afrika er området også kilde til unik indsigt i den evolutionære udvikling af en afro-alpin flora. Dette afroalpine økosystem er også vært for flere endemiske arter af planter og dyr.

## Dyreliv
Dyrelivet omfatter blandt andet colobusaber (en gruppe af marekatte) og andre aber, afrikansk bøffel og elefanter.

## Eksterne kilder og henvisninger
- Wikimedia Commons har flere filer relateret til Mount Kenya Nationalpark
- Unesco.org: videofilm
- UN Environment Programme / World Conservation Monitoring Centre: faktaark Arkiveret 12. februar 2007 hos  Wayback Machine
- kilimanjaro.com: information for klatrere